# Walter Sauer
Walther (Walter) Louis Emile Sauer (Sint-Gillis, 12 februari 1889 - Algiers, 6 september 1927) was een Belgisch kunstschilder, tekenaar, graveur en decorateur. Hij begon zijn carrière als kunstschilder maar legde zich nadien toe op het tekenen van vrouwenportretten met een duidelijke invloed van het japonisme. Zijn werk wordt gerekend tot het symbolisme.

## Levensloop

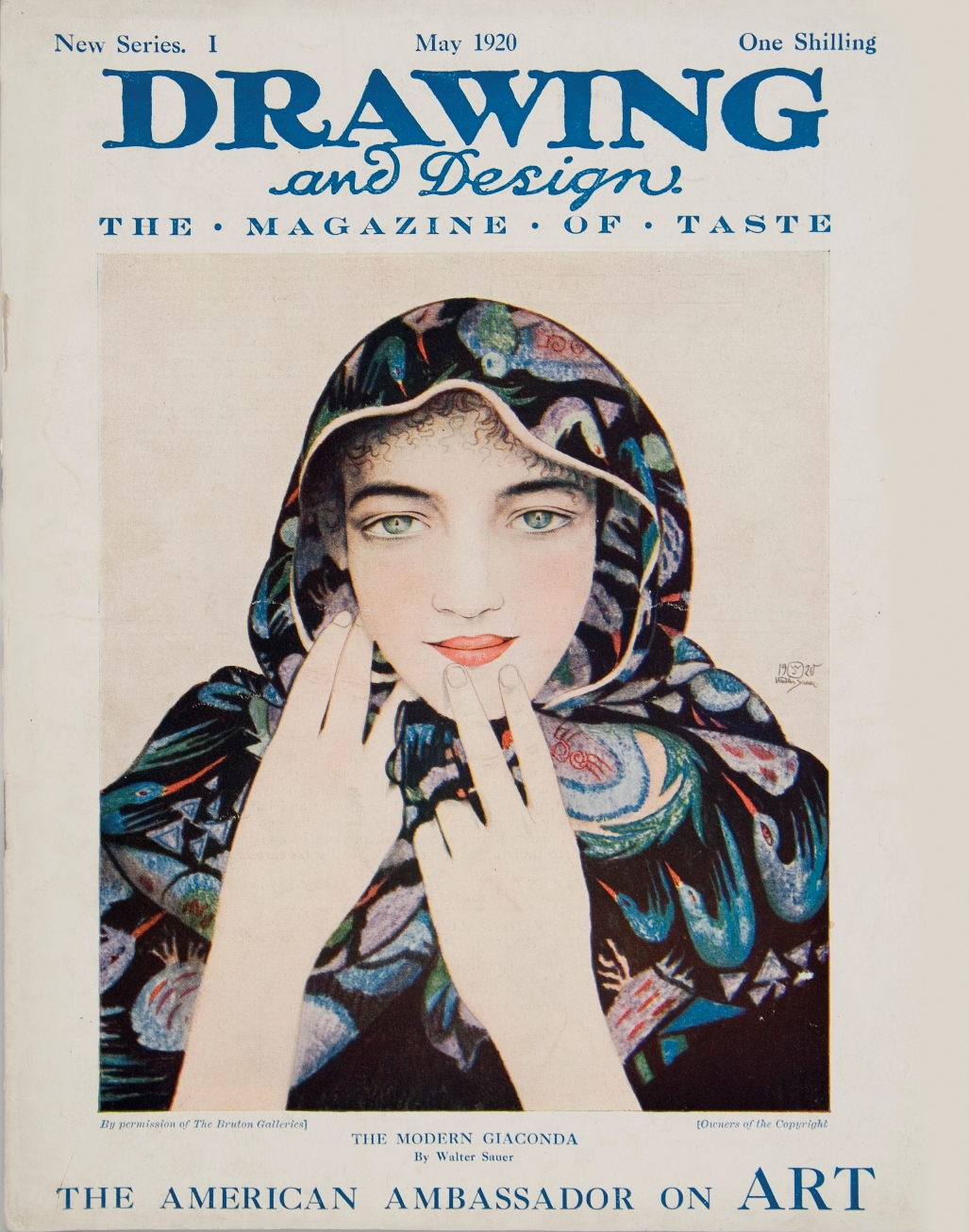
La jonconde moderne (1920)

### Opleiding
Sauer was de zoon van een onderwijzer en ging in 1903, op 14-jarige leeftijd, naar de Koninklijke Academie voor Schone Kunsten van Brussel waar hij de richting decoratieve schilderkunst volgde. Hij kreeg er onder meer les van Constant Montald en behaalde er een eerste prijs in de decoratieve compositie. Daarna volgde hij er eveneens de lessen schilderen naar natuur en kreeg onder meer les van Jean Delville en Emile Fabry. 
In 1911 ontving Sauer een reisbeurs en doorkruiste Frankrijk, waarbij hij Parijs, Lyon en de Azurenkust bezocht. Hij verbleef er tijdelijk bij kunstschilder Jean Van den Eeckhoudt waar hij eveneens de beeldhouwer Victor Rousseau ontmoette. Daarna reisde hij eveneens naar Italië.

### Als kunstschilder en tekenaar

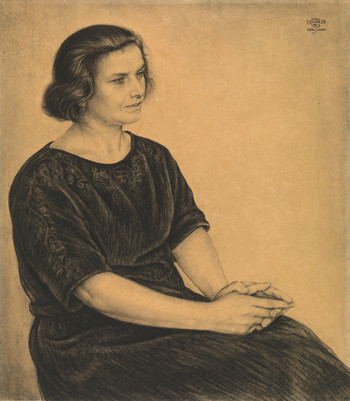
houtskooltekening van Céline Dangotte, KMSKB (1923)

Sauer nam in 1914 deel aan het driejaarlijkse Salon van Brussel en won er de tweede prijs in de Godecharlewedstrijd voor schilderkunst. Omdat zijn gezondheid het niet meer toeliet dat hij bleef schilderen, legde hij zich vanaf 1916 meer toe op het tekenen. Hij had eveneens een voorliefde voor het japonisme en begon vrouwenportretten te tekenen, waaronder vele naaktportretten. Zijn eerste tentoonstelling naakten volgde in 1917. Vanaf 1923 verbeterde hij zijn techniek door het gebruik van bijenwas om de kleur van de huid te accentueren en het gebruik van bladgoud of bladzilver. Dat jaar exposeerde hij ruim 80 werken op de grote tentoonstelling van de Brusselse Cercle Artistique et Littéraire in de Waux Hall. Hij werd er vereerd met het bezoek van koningin Elisabeth. 
In 1921 voorzag hij de dichtbundel Symphonie Macabre van Raymond Limbosch, de echtgenoot van feministe en interieurzaakhoudster Céline Dangotte, van illustraties. Hij raakte bevriend met het echtpaar en in 1923 tekende Sauer een portret van Dangotte dat later in het bezit kwam van de Koninklijke Musea voor Schone Kunsten van België.

### Als decorateur
Sauer was vanaf de jaren 1920 eveneens actief als decorateur. Hij vertegenwoordigde België op de Exposition Internationale des Arts Décoratifs et Industriels modernes van 1925 te Parijs. In 1927 kreeg hij de opdracht van bankier Josse Allard om een byzantijnse zaal te decoreren met panelen die taferelen uit het leven van Christus zouden uitbeelden. Om inspiratie op te doen reisde Sauer naar Spanje en vervolgens naar Algerije. Daar stierf hij in een ziekenhuis in de hoofdstad Algiers als gevolg van een voedselvergiftiging die hij had opgelopen na een lange wandeling in de hitte.
Na zijn dood werden er overzichtstentoonstellingen georganiseerd door de Brusselse Cercle Artistique et Littéraire in de Waux Hall (1928) en in de Galerie L'Écuyer (1975).

## Musea
- Koninklijke Musea voor Schone Kunsten van België te Brussel, De kus van Salomé (1923) en Portret van mevr. Céline Dangotte-Limbosch (1923)
- Museum De Reede te Antwerpen, Reclining nude (1917)
- Museum van Elsene te Elsene

## Galerij

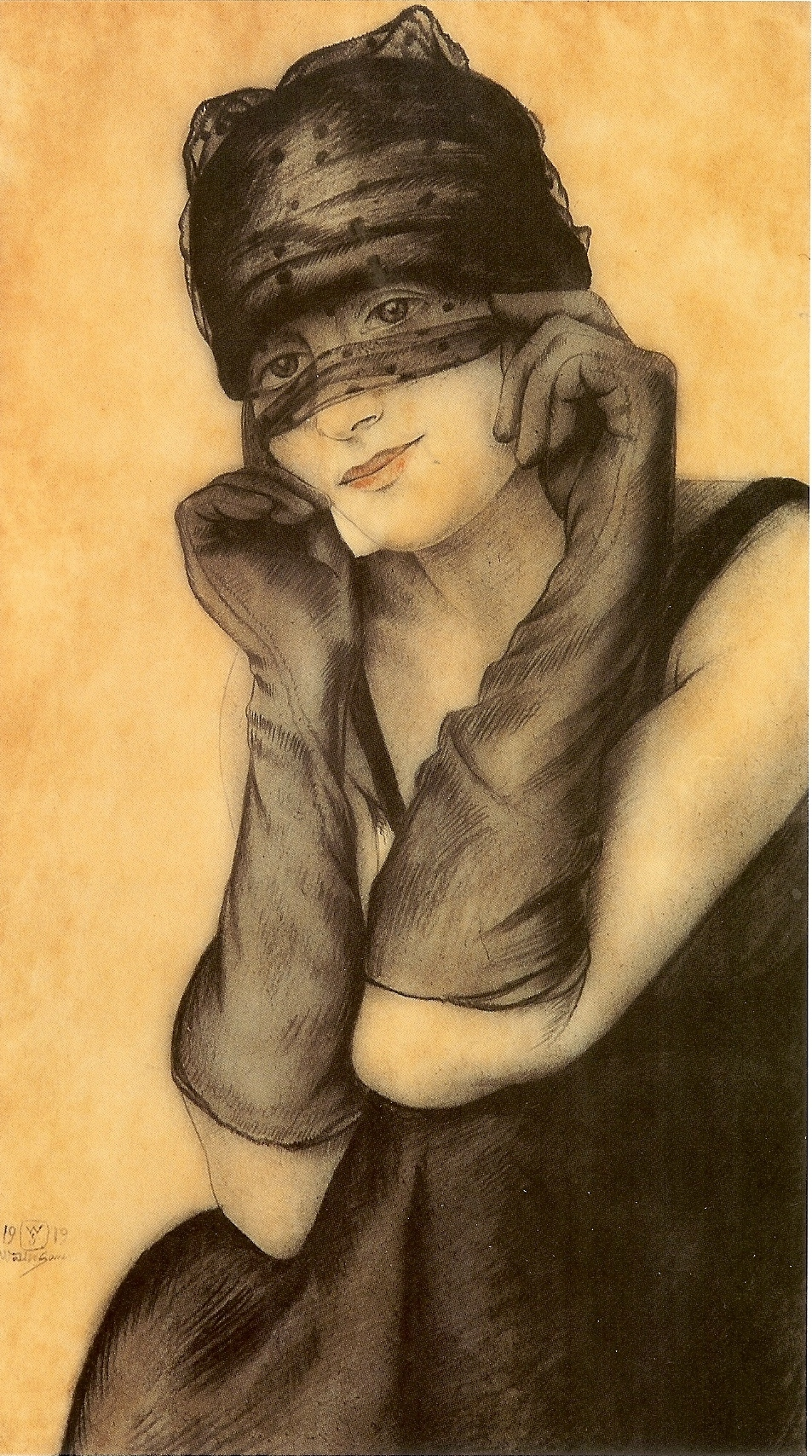
Femme voilée (1919)
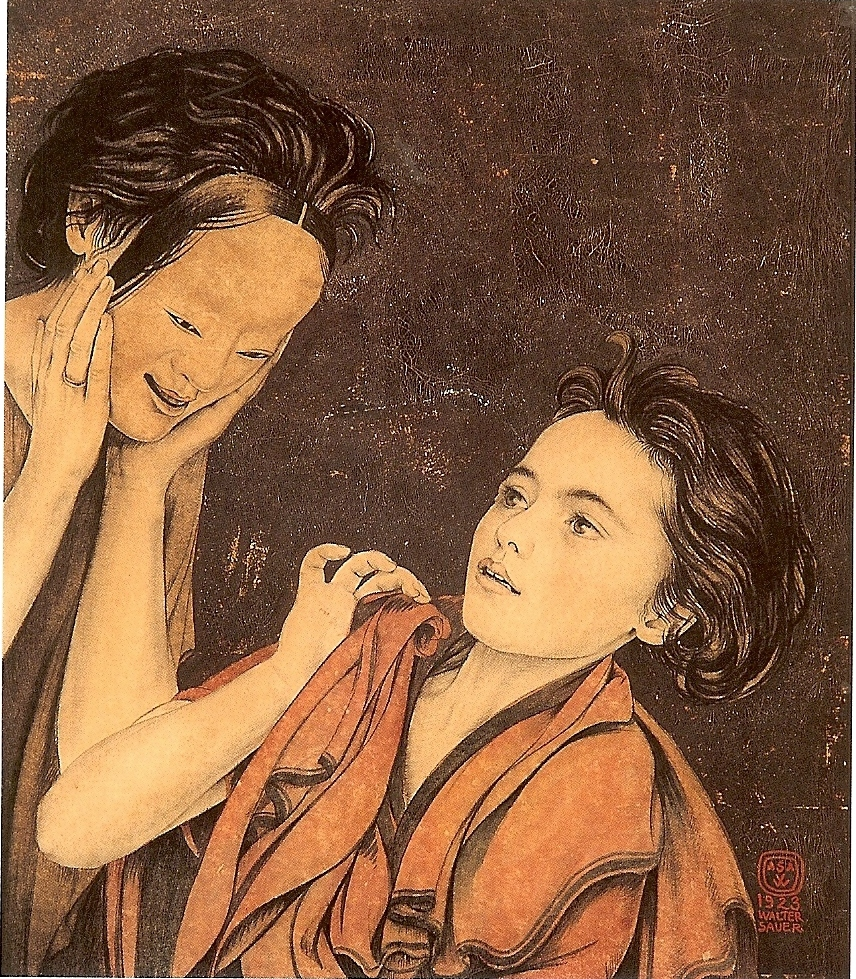
Le masque Japonais (1923)
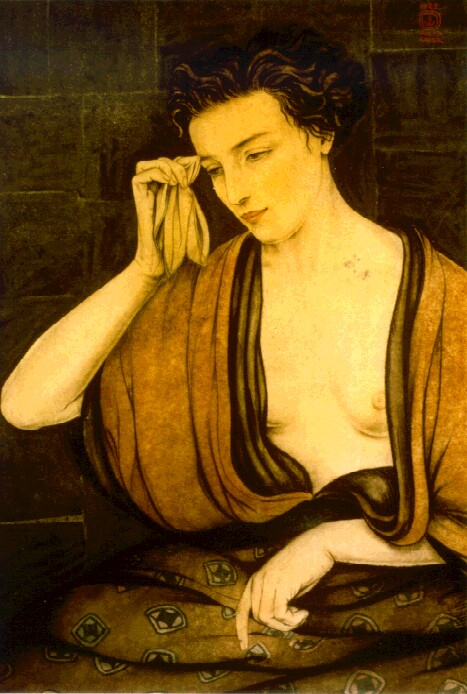
La toilette(1925)
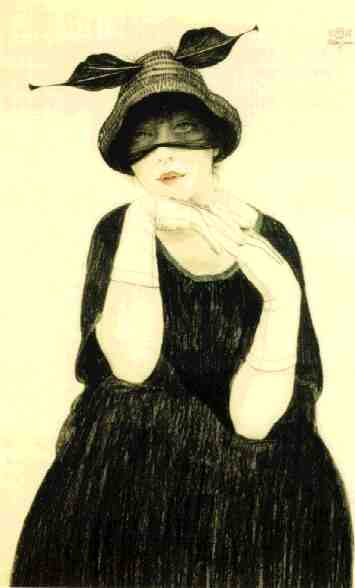
La petite idiote